# Église Saint-Laurent de Nantes
L'église Saint-Laurent des Dervallières est située à Nantes dans le département de Loire-Atlantique en France.
Elle est située à l'ouest de la ville, aux Dervallières dans le quartier Quartier Dervallières - Zola, rue Jacques Callot. Elle appartient à la paroisse Bienheureux Marcel Callo.

## Histoire
Le quartier entier (la cité des Dervallières) est l'un des premiers grands ensembles de France (2650 logements), construit entre 1956 et 1965 avec le soutien de l'Etat comme grand  projet d'intérêt national à cause de la pénurie de logements à la suite de la Seconde Guerre mondiale. L'architecte Marcel Favraud réalise à la fois les plans des immeubles et ceux de l'église, placée au milieu de la place centrale.

## Architecture
Le bâtiment est de style moderne et minimaliste. Son toit est orienté en forme de large triangle vers le choeur et termine dans une flèche d'une dizaine de mètres surmontée d'une croix. Une salle paroissiale est adossée à l'église.

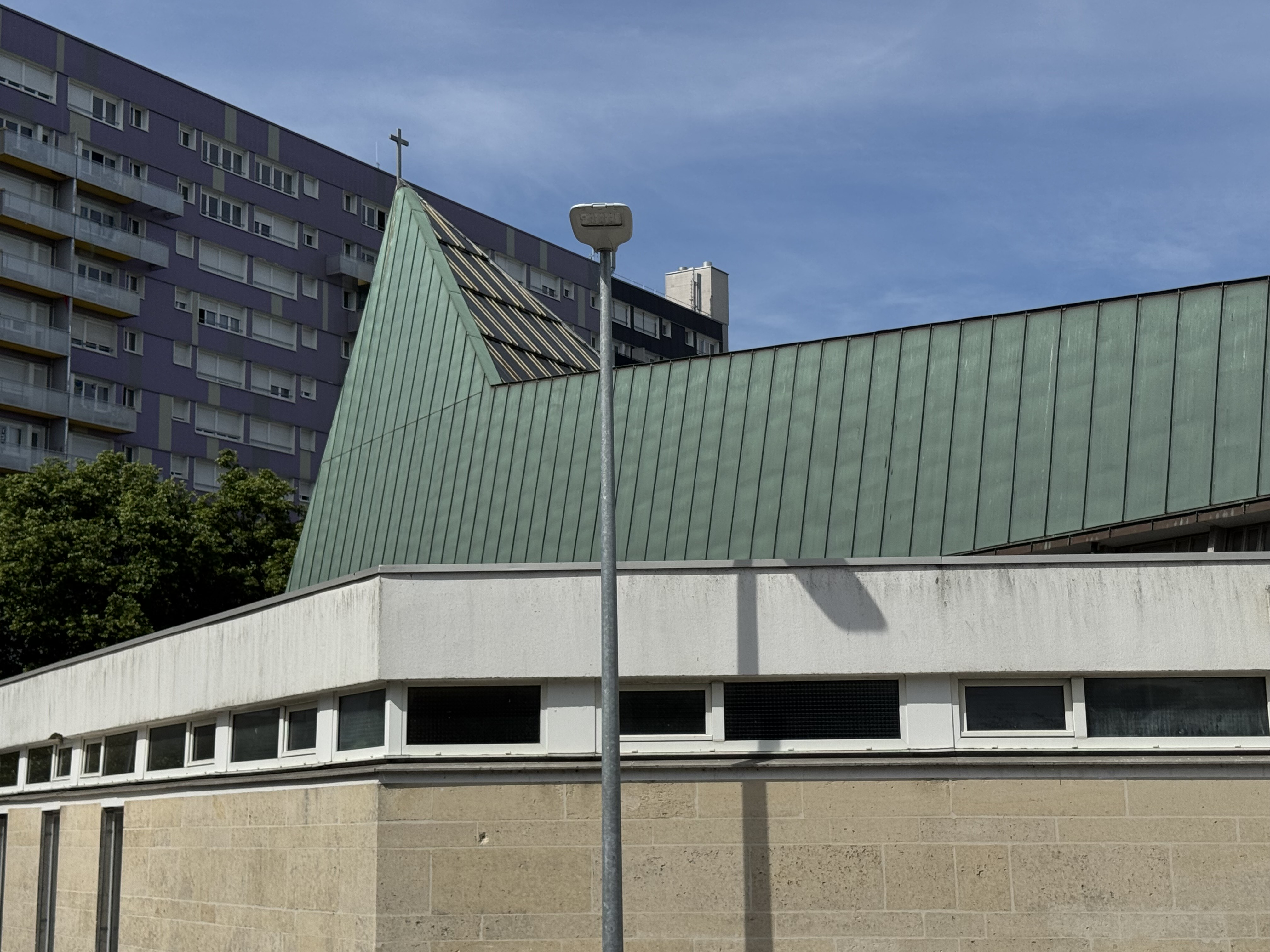
Vue de la flèche
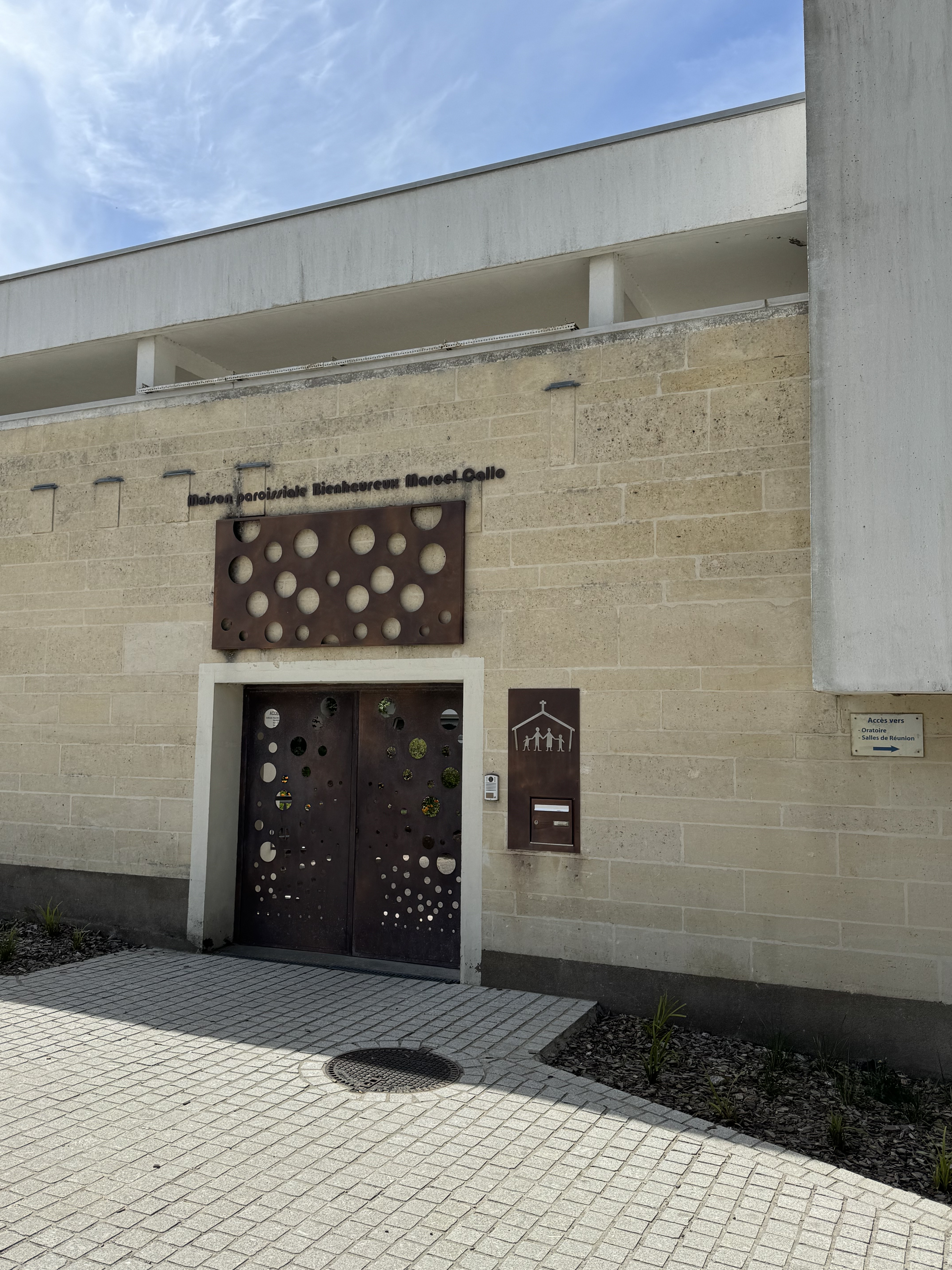
Entrée de la salle paroissiale